# Storico di arsenali nucleari e test per nazione
Di seguito sono mostrate le stime delle scorte di armi nucleari possedute da vari paesi dal 1945 fino al presente. Viene mostrato anche il numero di test nucleari condotti da ciascun paese nello stesso lasso di tempo.

## Arsenali nucleari

Arsenali nucleari statunitensi e sovietici/russi dal 1945 al 2006. Il fallimento dell'economia sovietica e lo scioglimento del Paese tra il 1989 ed il 1991, che segna la fine della guerra fredda e con essa la distensione della corsa agli armamenti, portò ad un forte calo delle armi negli arsenali nucleari di entrambe le nazioni.

Nel 1945, con l'esplosione della bomba The Gadget durante il test Trinity del progetto Manhattan, nacque l'arsenale nucleare statunitense. Da quel momento in poi si ampliò rapidamente, raggiungendo il picco nel 1966. Dopo il 1966 l'arsenale statunitense diminuì costantemente a causa di una maggiore consapevolezza dei rischi da parte della popolazione e la firma del trattato di non proliferazione nucleare nel 1968. Ad oggi l'arsenale nucleare statunitense è diminuito di oltre 6 volte rispetto al 1966.
L'Unione Sovietica sviluppò la sua prima arma nucleare nel 1949 ed ampliò il suo arsenale fino a raggiungere il picco nel 1986 sotto Mikhail Gorbaciov. Con il diminuire delle tensioni della guerra fredda e dopo il crollo dell'Unione Sovietica, l'arsenale nucleare sovietico e russo è diminuito di oltre l'80% tra il 1986 e il 2012. Si prevede che gli arsenali statunitensi e russi continueranno a diminuire nel prossimo decennio.
Il Regno Unito costruì la sua prima arma nucleare nel 1952. Il suo arsenale nucleare raggiunse il picco nel 1981 con circa 500 armi nucleari. La Francia divenne una potenza nucleare nel 1960 e l'arsenale nucleare francese raggiunse il picco con poco più di 500 armi nucleari nel 1992. Sin dal 1949, gli arsenali nucleari non sono stati esclusivi degli stati che li hanno costruiti: la NATO consente la condivisione di armamenti nucleari anche a paesi che non ne hanno mai assemblati, a patto che aderiscano alla NATO.
La Cina sviluppò la sua prima arma nucleare nel 1964; il suo arsenale nucleare aumentò fino agli inizi degli anni '80, quando si stabilizzò tra le 200 e 260 armi. L'India divenne una potenza nucleare nel 1974, mentre il Pakistan sviluppò la sua prima arma nucleare negli anni '80. India e Pakistan hanno attualmente circa un centinaio di armi nucleari ciascuna. L'arsenale nucleare pakistano fu ampliato abbastanza da far ipotizzare che il Pakistan potrebbe avere più armi nucleari del Regno Unito entro un decennio.
Il Sudafrica costruì con successo sei armi nucleari negli anni '80, ma le smantellò tutte all'inizio degli anni '90, poco prima della caduta del sistema dell'apartheid. Finora è stato l'unico paese che rinunciò alle armi nucleari, anche se diversi ex membri dell'Unione Sovietica rinunciarono al crollo di quest'ultima nel 1991.
La Corea del Nord è entrata a far parte dei paesi detentori di armi nucleari probabilmente nel 2006. Un rapporto della CIA del 1999 prevedeva che sia l'Iran che l'Iraq avrebbero costruito le loro armi nucleari e avrebbero avuto 10-20 armi nucleari nel 2020. Tuttavia, vale la pena sottolineare che questo rapporto era scritto prima del rovesciamento del dittatore iracheno Saddam Hussein e prima che fossero rilasciate informazioni indicanti che l'Iraq aveva già rinunciato al suo programma di armi nucleari.
Alcuni stati (in particolare la Germania) tentarono senza successo di costruire armi nucleari.
| Nazione                   | 1945 | 1950 | 1955  | 1960   | 1965   | 1970   | 1975   | 1980   | 1985   | 1990         | 1995            | 2000            | 2005   | 2014            | 2020          | Proiezioni            |
| ------------------------- | ---- | ---- | ----- | ------ | ------ | ------ | ------ | ------ | ------ | ------------ | --------------- | --------------- | ------ | --------------- | ------------- | --------------------- |
| Stati Uniti               | 2    | 299  | 2.422 | 18.638 | 31.149 | 26.008 | 27.519 | 23.368 | 21.392 | 10.904       | 10.577          | 8.360           | 7.700  | 7.260           | 5.800         | 3.620 (per il 2022)   |
| Unione Sovietica / Russia | 0    | 5    | 200   | 1.605  | 6.129  | 11.643 | 19.055 | 30.062 | 39.197 | 37.000       | 27.000          | 21.500          | 17.000 | 7.500           | 6.375         | 3.350 (per il 2022)   |
| Regno Unito               | 0    | 0    | 14    | 42     | 436    | 394    | 492    | 492    | 422    | 422          | 422             | 281             | 281    | 215             | 215           | 180 (per il 2025)     |
| Francia                   | 0    | 0    | 0     | 0      | 32     | 36     | 188    | 250    | 360    | 505          | 500             | 470             | 350    | 300             | 290           |                       |
| Cina                      | 0    | 0    | 0     | 0      | 5      | 75     | 180    | 205    | 243    | 232          | 234             | 232             | 235    | 260             | 320           | 150-220 (per il 2020) |
| Israele                   | 0    | 0    | 0     | 0      | 0      | 8      | 20     | 31     | 42     | 53           | 63              | 72              | 80     | 80              | 80-90         | 65-85 (per il 2020)   |
| India                     | 0    | 0    | 0     | 0      | 0      | 0      | 0      | 1      | 3      | 7            | 14              | 28              | 44     | 90-110          | 150           | 50-70 (per il 2020)   |
| Sudafrica                 | 0    | 0    | 0     | 0      | 0      | 0      | 0      | 0      | 3      | 6            | 0               | 0               | 0      | 0               | 0             | 0                     |
| Pakistan                  | 0    | 0    | 0     | 0      | 0      | 0      | 0      | 0      | 0      | 4            | 13              | 28              | 38     | 100-120         | 160           | 150-200 (per il 2021) |
| Corea del Nord            | 0    | 0    | 0     | 0      | 0      | 0      | 0      | 0      | 0      | 0-1          | 0-2             | 0-2             | 8      | 6-8             | 30-40         |                       |
| Kazakistan                | 0    | 0    | 0     | 0      | 0      | 0      | 0      | 0      | 0      | 1.410        | 0               | 0               | 0      | 0               | 0             | 0                     |
| Ucraina                   | 0    | 0    | 0     | 0      | 0      | 0      | 0      | 0      | 0      | 1.240        | 0               | 0               | 0      | 0               | 0             | 0                     |
| Bielorussia               | 0    | 0    | 0     | 0      | 0      | 0      | 0      | 0      | 0      | circa 81     | 0               | 0               | 0      | 0               | 0             | 0                     |
| Totale                    | 2    | 304  | 2.636 | 20.285 | 37.741 | 38.164 | 47.454 | 54.409 | 61.662 | circa 51.864 | 38.823 - 38.825 | 30.971 - 30.973 | 25.736 | 15.811 - 15.853 | 13.420-13.440 | -                     |

## Test nucleari

Grafico dei test nucleari per anno e paese.

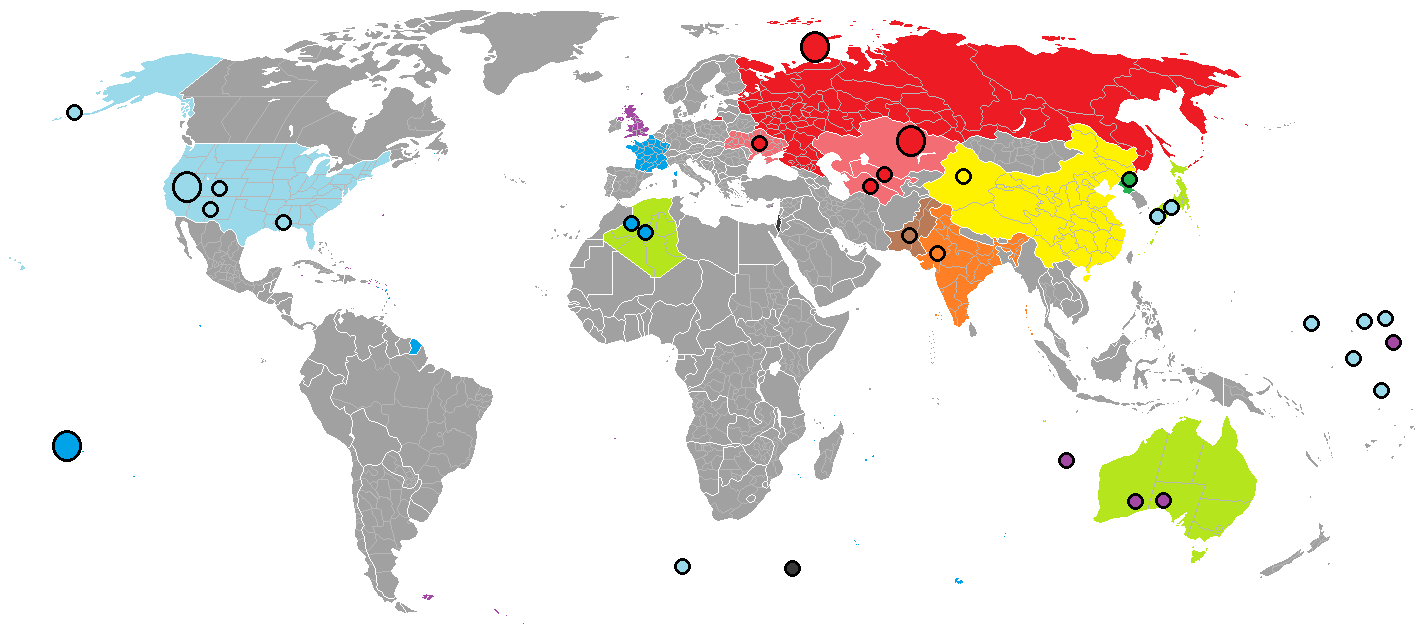
Sono stati condotti oltre 2.000 test nucleari. Sulla mappa sono colorati i paesi che li hanno effettuati e i pallini indicano i siti. Russia / Unione Sovietica ROSSO, Francia BLU, Stati Uniti CELESTE, Gran Bretagna VIOLA, Israele NERO, Cina GIALLO, India ARANCIONE, Pakistan MARRONE, Corea del Nord VERDE. In verde chiaro sono indicati i territori esposti alle bombe nucleari da parte di un altro paese (Algeria, Giappone, Australia).

Dal primo test nucleare del 1945, i test nucleari in tutto il mondo aumentarono rapidamente fino al 1970, quando raggiunsero il picco. Tuttavia, fino alla fine della guerra fredda nei primi anni del 1990, ci fu ancora una grande quantità di test nucleari in tutto il mondo. Successivamente, il Trattato sulla messa al bando totale degli esperimenti nucleari del 1996 è stato firmato e ratificato dalle principali potenze nucleari e il numero di test nucleari mondiali è diminuito rapidamente. India e Pakistan hanno condotto test nucleari nel 1998, ma in seguito solo la Corea del Nord ha continuato ad effettuare test nucleari: 1 nel 2006, 1 nel 2009, 1 nel 2013, 2 nel 2016 ed 1 nel 2017.
| Nazione                   | 1945-1949 | 1950-1954 | 1955-1959 | 1960-1964 | 1965-1969 | 1970-1974 | 1975-1979 | 1980-1984 | 1985-1989 | 1990-1994 | 1995-1999 | 2000-2004 | 2005-2009 | 2010-2014 | 2015-2017 | Totale |
| ------------------------- | --------- | --------- | --------- | --------- | --------- | --------- | --------- | --------- | --------- | --------- | --------- | --------- | --------- | --------- | --------- | ------ |
| Stati Uniti               | 8         | 43        | 145       | 198       | 230       | 136       | 96        | 84        | 71        | 21        | 0         | 0         | 0         | 0         | 0         | 1.032  |
| Unione Sovietica / Russia | 1         | 17        | 65        | 147       | 85        | 101       | 126       | 116       | 56        | 1         | 0         | 0         | 0         | 0         | 0         | 715    |
| Regno Unito               | 0         | 3         | 18        | 4         | 1         | 1         | 4         | 8         | 4         | 2         | 0         | 0         | 0         | 0         | 0         | 45     |
| Francia                   | 0         | 0         | 0         | 12        | 19        | 32        | 37        | 51        | 41        | 12        | 6         | 0         | 0         | 0         | 0         | 210    |
| Cina                      | 0         | 0         | 0         | 1         | 9         | 6         | 10        | 6         | 2         | 7         | 4         | 0         | 0         | 0         | 0         | 45     |
| Israele                   | 0         | 0         | 0         | 0         | 0         | 0         | 0         | 0         | 0         | 0         | 0         | 0         | 0         | 0         | 0         | 0      |
| India                     | 0         | 0         | 0         | 0         | 0         | 1         | 0         | 0         | 0         | 0         | 5         | 0         | 0         | 0         | 0         | 6      |
| Sudafrica                 | 0         | 0         | 0         | 0         | 0         | 0         | 0         | 0         | 0         | 0         | 0         | 0         | 0         | 0         | 0         | 0      |
| Pakistan                  | 0         | 0         | 0         | 0         | 0         | 0         | 0         | 0         | 0         | 0         | 6         | 0         | 0         | 0         | 0         | 6      |
| Corea del Nord            | 0         | 0         | 0         | 0         | 0         | 0         | 0         | 0         | 0         | 0         | 0         | 0         | 2         | 1         | 3         | 6      |
| Totale                    | 9         | 63        | 228       | 362       | 344       | 277       | 273       | 265       | 174       | 43        | 21        | 0         | 2         | 1         | 3         | 2.065  |